# Vokov (Třebeň)
Vokov (německy Wogau) je téměř zaniklá vesnice, spíše samota, místní část obce Třebeň v okrese Cheb v Karlovarském kraji. Nachází se na levém břehu řeky Ohře, přibližně 4,5 kilometru jihovýchodně od Třebeně a sedm kilometrů severovýchodně od Chebu v nadmořské výšce 423 metrů. Vokov leží v katastrálním území Vokov u Třebeně o rozloze 2,04 km².

## Historie
První písemná zmínka o vesnici pochází z roku 1216. Z roku 1261 pochází zmínka o místní tvrzi, která byla zničena v 17. století. Dodnes po ní zůstal málo patrný val. V roce 1549 se zde narodil Johan Lohelius, který se stal později pražským arcibiskupem. Od roku 1666 se stal Vokov chebským majetkem.
V dnešní době se zde nachází pouze jeden využívaný zemědělský dvůr, dva domy, kaple svaté Máří Magdaleny a socha svatého Jana Nepomuckého. Na levé straně silnice ve směru k Lesině se nachází trosky jiného zemědělského stavení. V blízkosti byla před několika lety vytvořena štěrkovna.
Již ve 14. století stával ve vsi mlýn, který byl stále rozšiřován. Od roku 1902 pak zásoboval celou vesnici elektrickým proudem. Ve vesnici stával starý brod přes Ohři. Vedle brodu byla v roce 1610 postavena lávka. Po povodni v roce 1829 byl postaven pevný most pro povozy a od roku 1848 na něm bylo vybíráno mýto. V místě původního mostu stojí socha svatého Jana Nepomuckého. Nový most přes Ohři byl postaven v roce 1862 při stavbě silnice. K jeho zpevnění a opravě došlo roku 1927.
Ve Vokově stávala tvrz, zničená pravděpodobně v 15. století. Při levém břehu bylo postaveno nové panské sídlo, zpustošené během třicetileté války. Panské sídlo zaniklo při demolicích po roce 1945.

## Obyvatelstvo
Při sčítání lidu v roce 1921 zde žilo 108 obyvatel, všichni německé národnosti. K římskokatolické církvi se hlásilo všech 108 obyvatel.
Po nuceném vysídlení německého obyvatelstva po druhé světové válce se obec podařilo v roce 1948 jen částečně dosídlit reemigranty. V roce 1950 žilo ve Vokově 51 obyvatel a ve vesnici stálo pořád ještě 15 domů.
| Rok            | 1869 | 1880 | 1890 | 1900 | 1910 | 1921 | 1930 | 1950 | 1961 | 1970 | 1980 | 1991 | 2001 | 2011 | 2021 |
| -------------- | ---- | ---- | ---- | ---- | ---- | ---- | ---- | ---- | ---- | ---- | ---- | ---- | ---- | ---- | ---- |
| Počet obyvatel | 151  | 157  | 137  | 116  | 129  | 108  | 109  | 51   | 39   | 24   | -    | -    | -    | 1    | 9    |
| Počet domů     | 16   | 19   | 19   | 18   | 18   | 18   | 18   | 15   | -    | 4    | -    | -    | 3    | 3    | 4    |

## Obecní správa
Při sčítání lidu v letech 1850–1978 Vokov byl osadou obce Třebeň v okrese Cheb. Od 1. ledna 1979 do 30. června 1980 byl částí města Františkovy Lázně v okrese Cheb. Od 1. července 1980 do 31. prosince 1997 byla osada úředně zrušena (od 1. července 1980 do 23. listopadu 1990 byla součástí Františkových Lázní a od 24. listopadu 1990 do 31. prosince 1997 opět součástí Třebeně) a jako část obce Třebeň byla obnovena 1. ledna 1998.

## Doprava
Vokov se rozprostírá nepravidelně po obou stranách silnice 21226. Vede tudy Železniční trať Tršnice – Luby u Chebu, ale zastávka se zde nenachází.

## Pamětihodnosti
- kaple svaté Máří Magdaleny ze druhé poloviny 18. století
- socha svatého Jana Nepomuckého z roku 1780
- zbytky božích muk bez kříže

## Fotogalerie

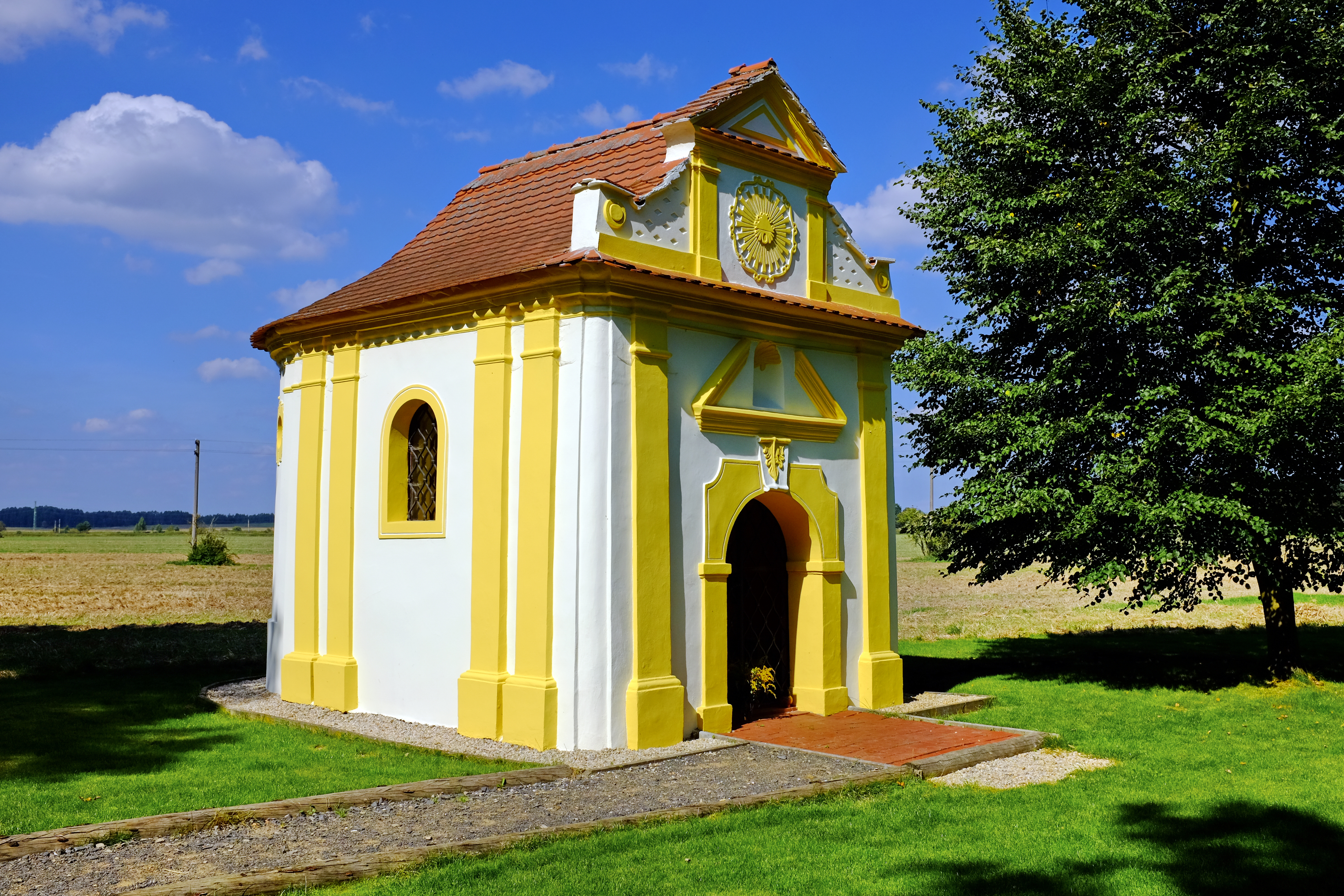
Kaple svaté Maří Magdaleny
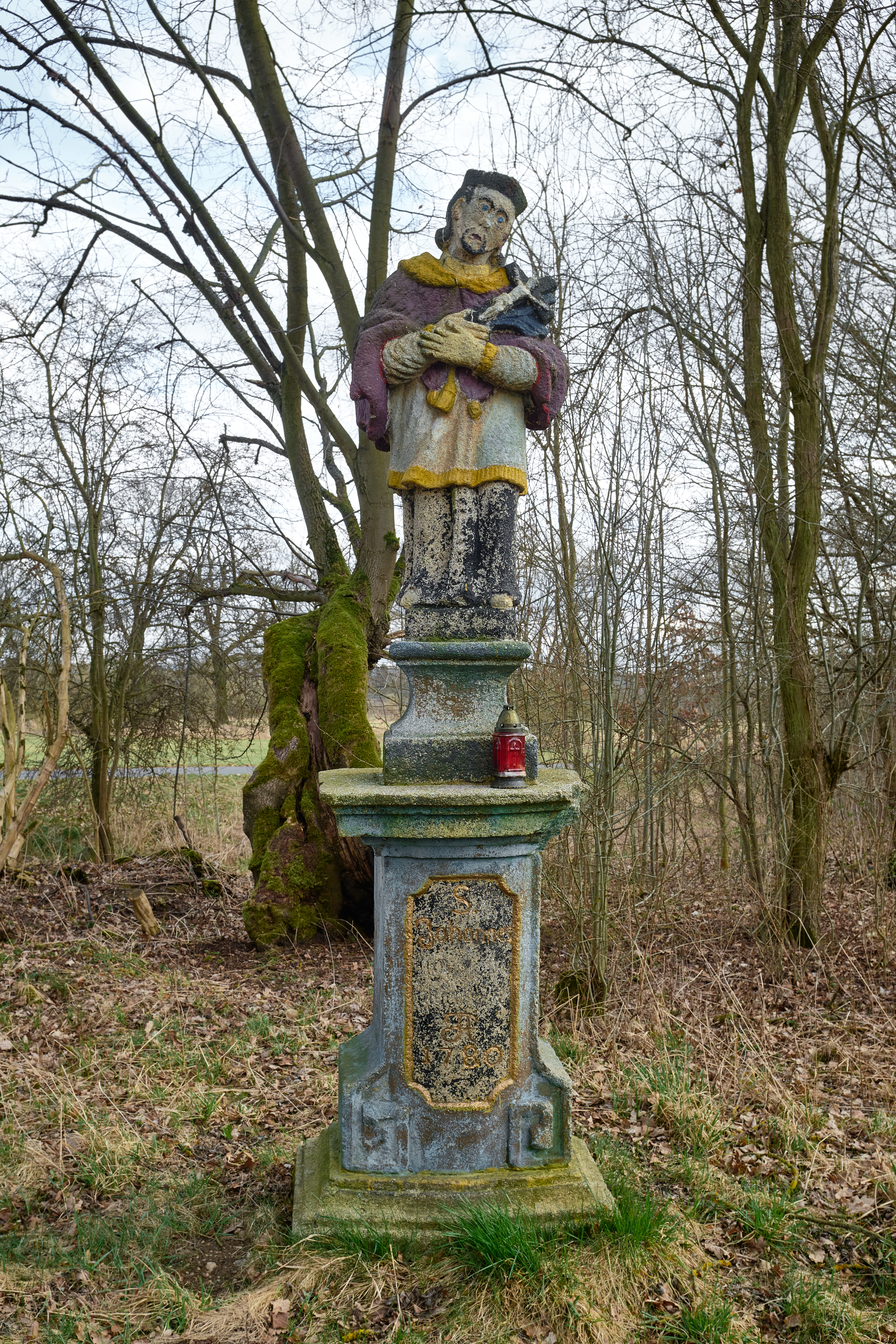
Socha svatého Jana Nepomuckého
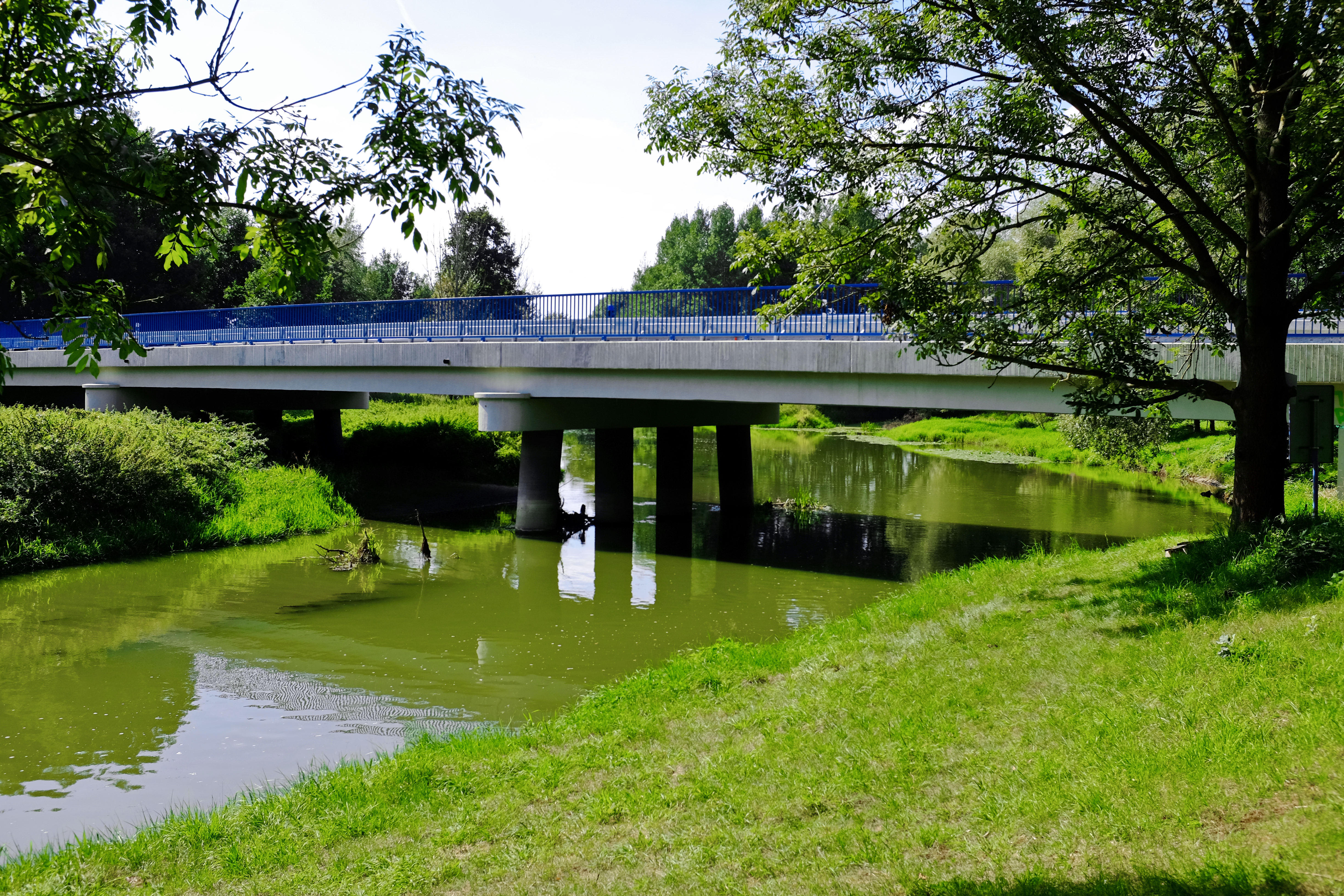
Most přes Ohři ve Vokově
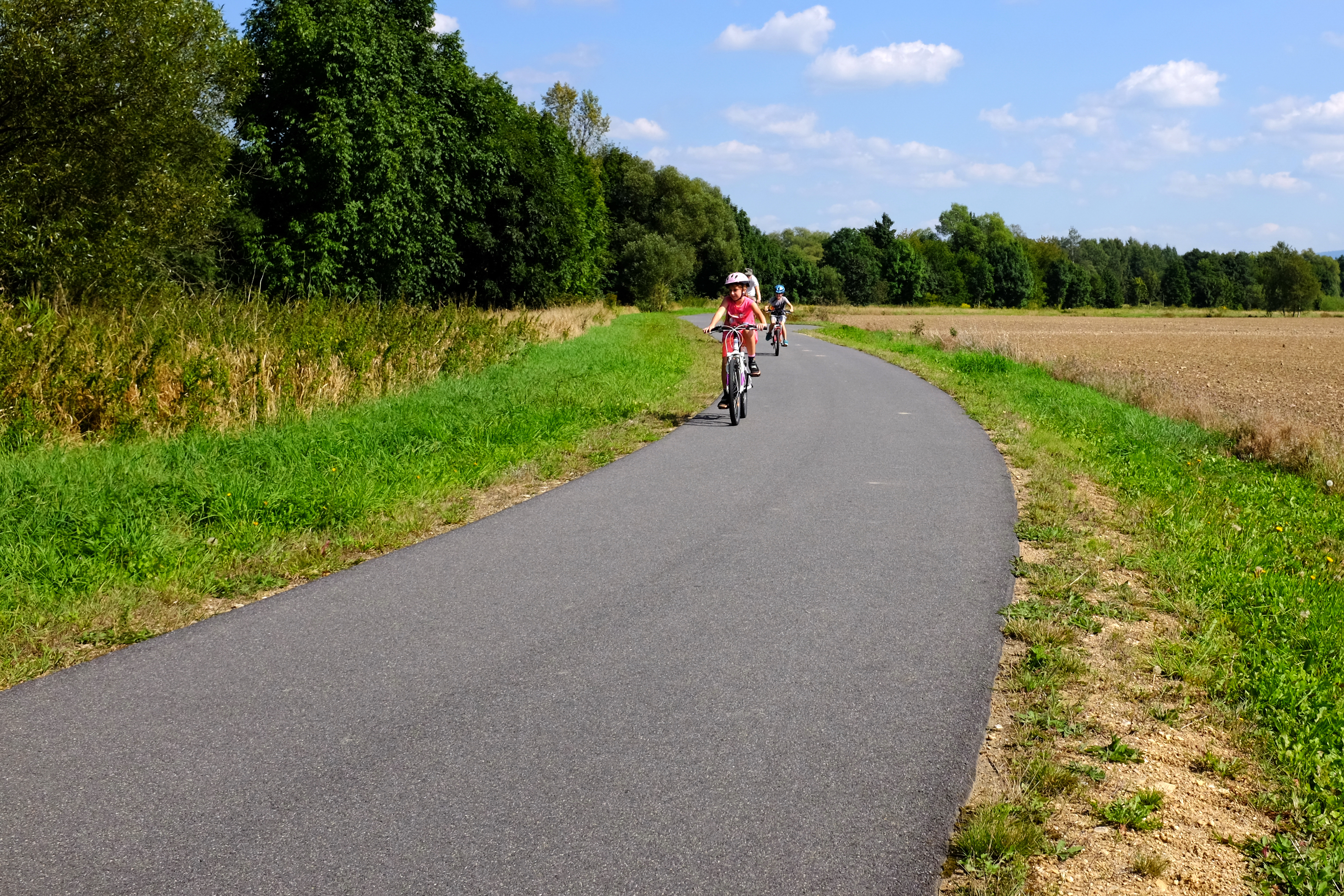
Cyklostezka Ohře u Vokova